# 加湿器

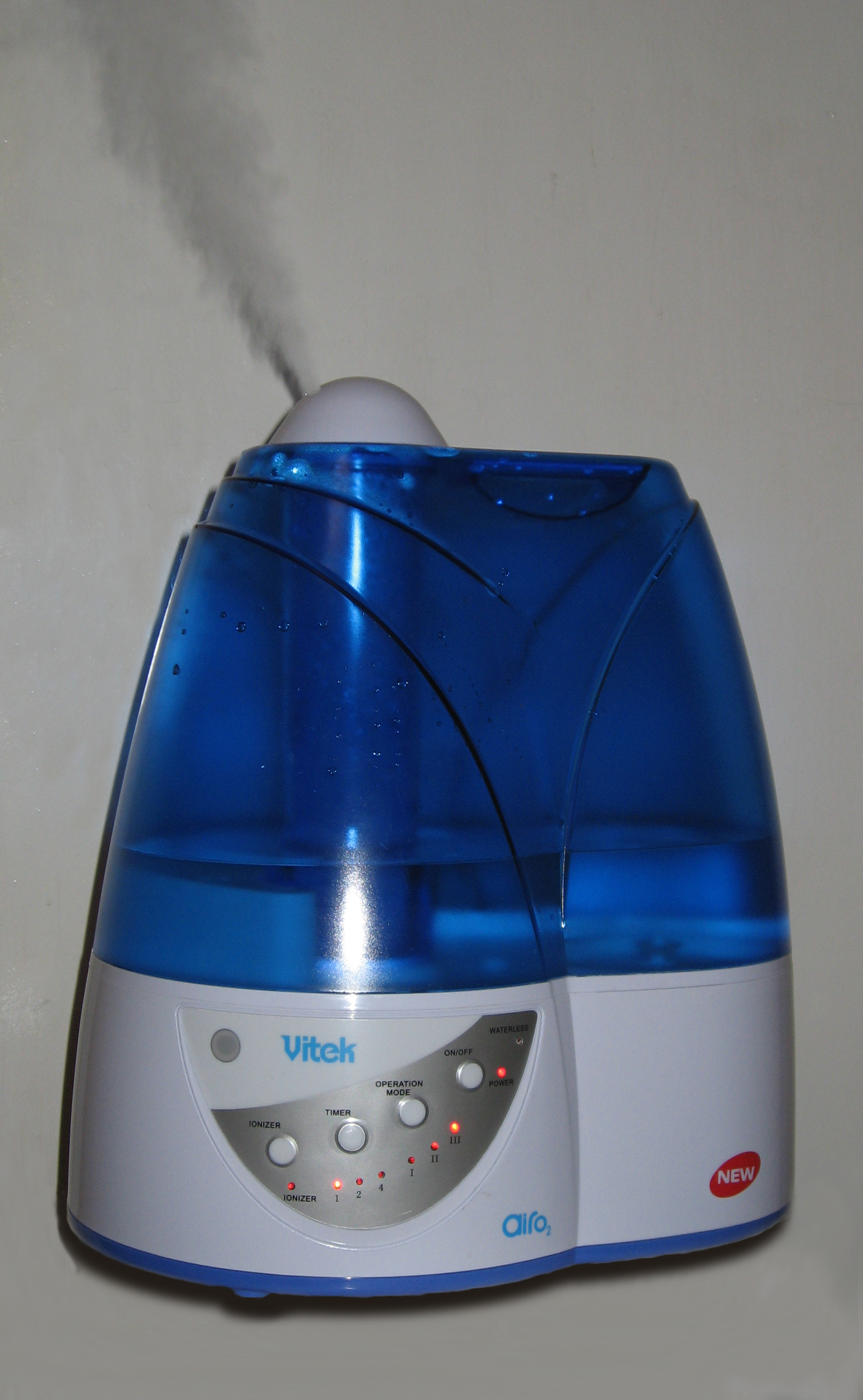
Vitek 超声波加湿器

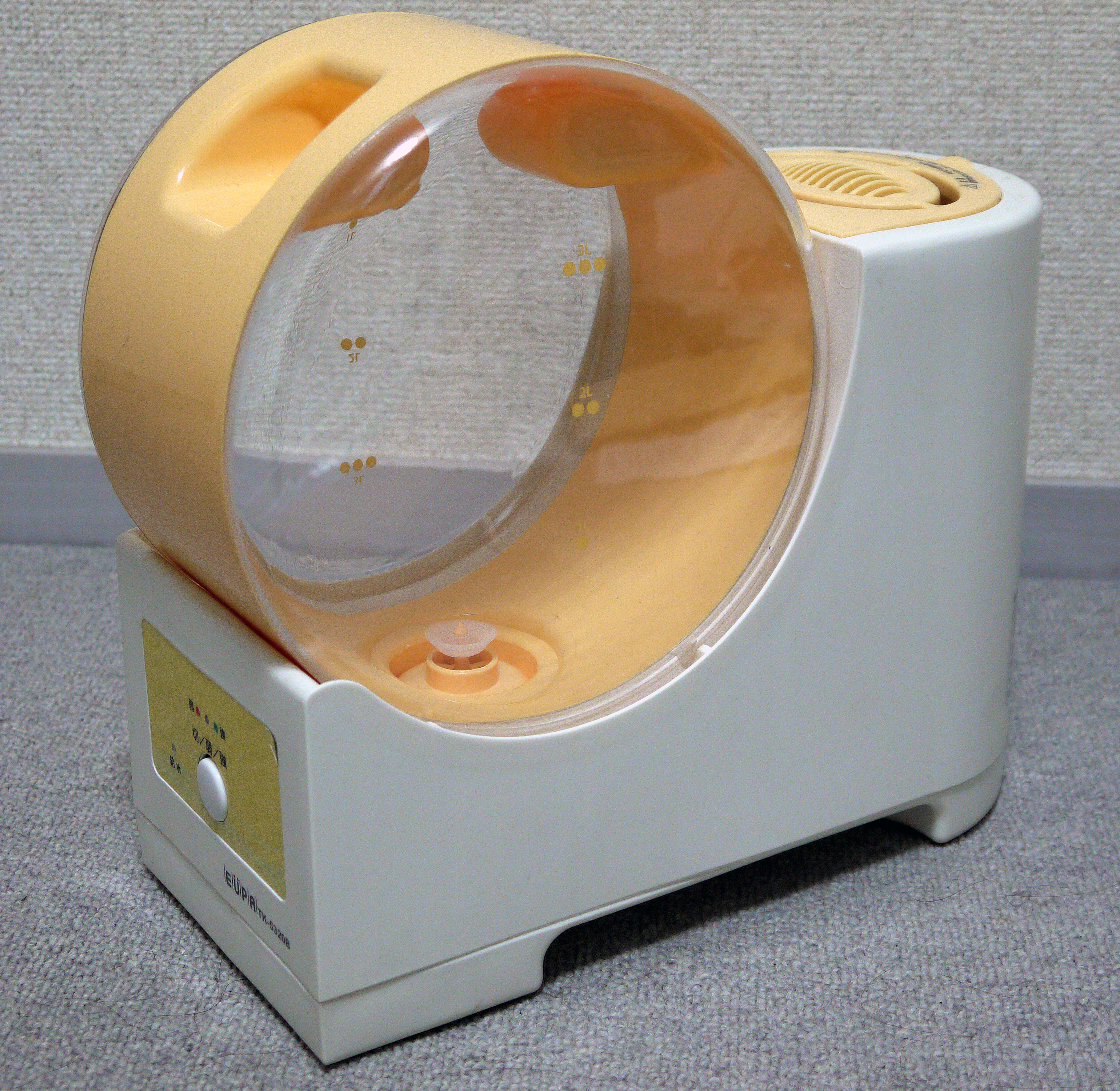
热蒸汽加湿器（燦坤）

加湿器是一种增加房间湿度的家用电器。加湿器可以给指定房间加湿，也可以与锅炉或中央空调系统相连给整栋建筑加湿。

## 蒸发芯式加湿器
蒸发芯式加湿器是最常见的加湿器，它一般由水箱、蒸发芯和风扇等有限的几部分组成。

### 蒸发芯
蒸发芯从水箱中吸收水分，水分的蒸发情况取决于空气的相对湿度，相对湿度越低，蒸发率越高。所以，此种类型的加湿器具有自调节功能：当室内湿度上升时，水汽输出自动减少。加湿器中的蒸发芯需要定期更换。

### 风扇
风扇与蒸发芯相连，向风发芯吹风以增加蒸发速率。

## 其他类型的加湿器
包括:
- 热蒸汽加湿器 — 将水加热，释放蒸汽到空气中。
- 离心式加湿器 (冷蒸汽加湿器) — 水被旋转的圆盘将甩到扩散器上，化为小水珠扩散到空气中。
- 超声波加湿器 — 超声波转化器产生小水滴组成冷水雾。超声波加湿器必须定期清洁以避免细菌污染。

离心式加湿器和超声波加湿器会将微生物、矿物质等水中的悬浮成分扩散到空气中。使用蒸馏水、添加过滤器等方法可以减少其他成分的扩散。

## 事故
2011年，韓國揭發大規模的加濕器殺菌劑致死事件（肺部纖維化致死），韓國政府事後下令回收市場上所有加濕器殺菌劑產品，而加濕器殺菌劑從此在韓國市場絕跡。。根據2020年的韓國政府的統計，事件導致有67萬人因此患病，死亡人數最少有14000人。此事故之後被改編成電影《空氣殺人》。